# Calycopsis bigelowi
Calycopsis bigelowi is een hydroïdpoliep uit de familie Bythotiaridae. De poliep komt uit het geslacht Calycopsis. Calycopsis bigelowi werd in 1911 voor het eerst wetenschappelijk beschreven door Vanhöffen. 